# Kolonia (Mikronezja)
Kolonia – miasto w Sfederowanych Stanach Mikronezji, dawna stolica państwa. Według danych z 2006 roku miasto liczy ok. 7 tys. mieszkańców. Kolonia jest stolicą stanu Pohnpei. Zostało założone w 1887 przez Hiszpanów.
W 1989 straciła status stolicy kraju, która została przeniesiona do Palikir.
Do Kolonii włączono niedyś oddzielne miasto Nett.